# Сулама, Аиссата
Аиссата Сулама (фр. Aïssata Soulama; род. 11 февраля 1979, Республика Верхняя Вольта) — легкоатлетка из Буркина-Фасо, специалистка по барьерному бегу и бегу на короткие дистанции. Выступала на профессиональном уровне в 2003—2010 годах, обладательница серебряной медали Африканских игр, двукратная бронзовая призёрка чемпионатов Африки, действующая рекордсменка страны в беге на 400 метров и 400 метров с барьерами, участница двух летних Олимпийских игр.

## Биография
Аиссата Сулама родилась 11 февраля 1979 года.
Впервые заявила о себе на международном уровне в сезоне 2003 года, когда вошла в основной состав национальной сборной Буркина-Фасо и выступила на чемпионате мира в Париже — в зачёте бега на 400 метров с барьерами не прошла дальше предварительного квалификационного этапа. Позднее на Всеафриканских играх в Абудже стала пятой и четвёртой в барьерном беге на 100 и 400 метров соответственно. На Афроазиатских играх в Хайдарабаде так же финишировала четвёртой.
В 2004 году на чемпионате Африки в Браззавиле заняла шестое место в 400-метровом барьерном беге и в эстафете 4 × 100 метров. Благодаря череде удачных выступлений удостоилась права защищать честь страны на летних Олимпийских играх в Афинах — на предварительном квалификационном этапе бега на 400 метров с барьерами показала время 57,60, чего оказалось недостаточно для выхода в следующую стадию соревнований.
В 2005 году бежала 400 метров с барьерами на чемпионате мира в Хельсинки и на Играх франкофонов в Ниамее, во втором случае стала серебряной призёркой. На соревнованиях в Бамако установила ныне действующий национальный рекорд Буркина-Фасо на дистанции 400 метров — 53,81.
На чемпионате Африки 2006 года в Бамбусе выиграла бронзовую медаль в 400-метровом барьерном беге.
В 2007 году с ныне действующим национальным рекордом 55,49 завоевала серебряную награду на Всеафриканских играх в Алжире, выступила на чемпионате мира в Осаке.
На чемпионате Африки 2008 года в Аддис-Абебе взяла бронзу. Принимала участие в Олимпийских играх в Пекине, причём являлась знаменосцем делегации Буркина-Фасо на церемонии открытия. В итоге в программе бега на 400 метров с барьерами сумела дойти до стадии полуфиналов.
В 2009 году бежала 400 метров с барьерами на чемпионате мира в Берлине, заняла седьмое место на Играх франкофонов в Бейруте.
В 2010 году показала пятый результат на чемпионате Африки в Найроби и на этом завершила спортивную карьеру.